# Corydalis calliantha
Corydalis calliantha là một loài thực vật có hoa trong họ Anh túc. Loài này được D.G.Long mô tả khoa học đầu tiên năm 1984.